# Van Loo
De achternaam Van Loo verwijst naar het toponiem -lo(o). De achternaam duidt op bewoning van een plaats (huis, perceel, gebied),  of eventueel van een water genaamd (De) Loo. Varianten zijn Van Looi, te Loo, Van Looy, Van Loey, de Loeij (-y), Van Lo, Van 't Loo. 

## Enkele voorbeelden

### Van Loey
- Adolphe Van Loey, Belgisch taalkundige

### Van Loo
- Anthony Van Loo, een Belgisch voetballer;
- Bart Van Loo, een Belgisch schrijver;
- Bert van Loo, een Nederlandse beeldhouwer;
- Brian van Loo, een Nederlandse keeper;
- Erik van Loo, een Nederlandse chef-kok;
- Jan van Loo, een Nederlandse orgelbouwer;
- John te Loo, een Nederlandse oud-politicus;
- Tessa de Loo (pseudoniem), een Nederlandse schrijfster;
- Willem van Ieper of Willem van Lo, bastaardzoon van Filips van Lo.
- Van Loo (adellijk huis)

### Van Looy
- Bent Van Looy, zanger
- Erik Van Looy, Vlaams filmregisseur
- Jacobus (Jac) van Looy (1855 - 1930), Nederlands schilder en schrijver
- Luc Van Looy, salesiaan, bisschop van Gent
- Rein van Looy, kunstenaar, illustrator
- Rik Van Looy, wielerkampioen